# David Alaba
David Alaba   (Viena, 24 de juny de 1992) és un futbolista austríac, que actualment juga com a defensa lateral al Reial Madrid.

## Trajectòria esportiva
Alaba va començar la seva carrera a l'SV Aspern, el club del seu barri, al districte 22 de Donaustadt. Després, va ser descobert als deu anys per un observador de l'Àustria Viena mentre jugava en una platja del Mar Tirrè amb els amics. A partir d'allí, es va unir a les categories inferiors de l'Austria Viena a la seva curta edat. Va ascendir ràpidament, i a l'abril de 2008 va ser cridat per la banqueta del primer equip per a un partit de la Bundesliga austríaca. També va jugar cinc vegades per a l'equip de reserva de l'Àustria de Viena, abans de sortir en l'estiu de 2008 a unir-se a la Bundesliga alemanya amb el FC Bayern de Múnic.
Va començar al planter del Bayern, jugant per la secció sub-17 i sub-19, abans de ser promogut a l'equip de reserva per a la temporada 2009-10. Va fer el seu debut en un partit de Lliga contra el Dinamo de Dresden a l'agost de 2009 i va aconseguir marcar el seu primer gol com a professional al FC Bayern de Múnic el 29 d'agost 2009. Des del 2011 forma part de la plantilla del FC Bayern de Múnic.
El 25 de maig de 2013 formà part de l'equip titular del FC Bayern de Múnic que esdevingué campió de la Lliga de Campions de la UEFA 2012-13 en derrotar el Borussia de Dortmund a la final.
El 21 de desembre de 2013 formà part de l'equip titular del FC Bayern de Múnic que esdevingué campió del Campionat del Món de Clubs de futbol 2013, a Marràqueix, Marroc, en derrotar per 2-0 el Raja Casablanca.
El 2014 fou escollit millor lateral d'Europa, segons un estudi de l'observatori del Centre Internacional d'Estudis de l'Esport.

## Trajectòria internacional
Alaba ha jugat amb la selecció d'Àustria, en les categories sub-17 i sub-21. A l'octubre de 2009, va ser convocat a la selecció absoluta d'Àustria durant un partit contra la selecció francesa. Va fer el seu debut amb la selecció austríaca, convertint-se en el debutant més jove en la història d'aquesta selecció.

## Vida personal
La seva mare és una infermera filipina guanyadora d'un concurs de bellesa nacional i el seu pare George, un DJ nigerià que va ser cantant del grup Two in One. Té una germana Rose que va fer-se famosa al Popstars Mission Àustria. David Alaba ja apuntava maneres com a futbolista en 2008 quan ja pertanyia a la plantilla de l'Àustria de Viena i l'interès del Bayern pel futbolista ja es remetia llavors. Curiós fet el d'Alaba que abans d'accedir a fitxar pel Bayern de Múnic va rebutjar fins a dues vegades les propostes de l'equip germànic, ja que aleshores odiava el Bayern perquè segons ell sempre arribaven als campionats de les categories inferiors amb el xandall més fi i els autobusos més bonics, com si et permetessin jugar contra ells. Ara, descriu el Bayern de Múnic com "un club amb aquesta arrogància necessària que requereix el futbol". Recorda que "els entrenadors del planter del Bayern saben motivar de tal manera que un només pensa a fer desaparèixer al contrari". Ja no li queda gens de l'animadversió que professava del seu actual equip: "Després de conèixer el club per dins, sento que formo part d'una gran família".

## Palmarès
Fußball-Club Bayern München
- 2 Campionats del Món de Clubs: 2013,[3] 2020
- 2 Supercopes d'Europa 2013,[5][6] 2020
- 2 Lligues de Campions de la UEFA: 2012-13, 2019-20
- 10 Lligues alemanyes: 2009-10, 2012-13, 2013-14, 2014-15, 2015-16, 2016-17, 2017-18, 2018-19, 2019-20, 2020-21
- 6 Copes alemanyes: 2009-10, 2012-13, 2013-14, 2015-16, 2018-19, 2019-20
- 3 Supercopes alemanyes: 2016, 2018, 2020

Reial Madrid
- 1 Campionat del Món de Clubs: 2022
- 1 Supercopa d'Europa: 2022
- 2 Lligues de Campions de la UEFA: 2021–22, 2023-24[7]
- 2 Lligues espanyoles: 2021-22, 2023-24[8]
- 1 Copa del Rei: 2022-23[9]
- 1 Supercopa d'Espanya: 2021-22